# Église Saint-Pierre de Dortmund
Pour les articles homonymes, voir Église Saint-Pierre.
L'église Saint-Pierre de Dortmund est une église protestante située dans la ville de Dortmund en Allemagne.
C'est l'une des plus hautes église d'Allemagne.

## Historique
La construction a commencé au Moyen Âge en 1322 et la flèche a été achevée en 1523 mais a connue un incendie en 1538 .
Après des dégâts causés par les tremblements de terre et les tempêtes de 1640 et 1660 l'église a été totalement restaurée en 1661.
La flèche s'est effondrée en 1752. En 1759, l'église a finalement été reconstruite après une destruction totale, avec des éléments et des galeries baroques et classiques. 
Au XIXe siècle l'autel sculpté flamand, également connu sous le nom de "miracle doré" fabriqué à l'origine en 1521 pour le monastère franciscain de Dortmund, a été  installé dans l'église après la sécularisation du monastère franciscain. C'est l'un des plus grands et des plus précieux retables d'Anvers encore en vie.
Le bâtiment a de nouveau été restauré, jusqu'en 1882, en particulier la flèche, reconstruite dans un style néogothique en 1867
Le 23 mai 1943 lors d'un raid aérien l'église a été largement détruite.
La reconstruction a duré de 1954 à 1981 avec de 1954 à 1966 la reconstruction d'une nouvelle toiture sur la nef centrale avec 6 pignons.
La flèche a fini d'être reconstruite en 1981 dans sa forme antérieure au XIXe siècle
En 2010 le sous-sol utilisé comme salle de réception a été agrandi.

## Dimensions
Les dimensions de l'édifice sont les suivantes :

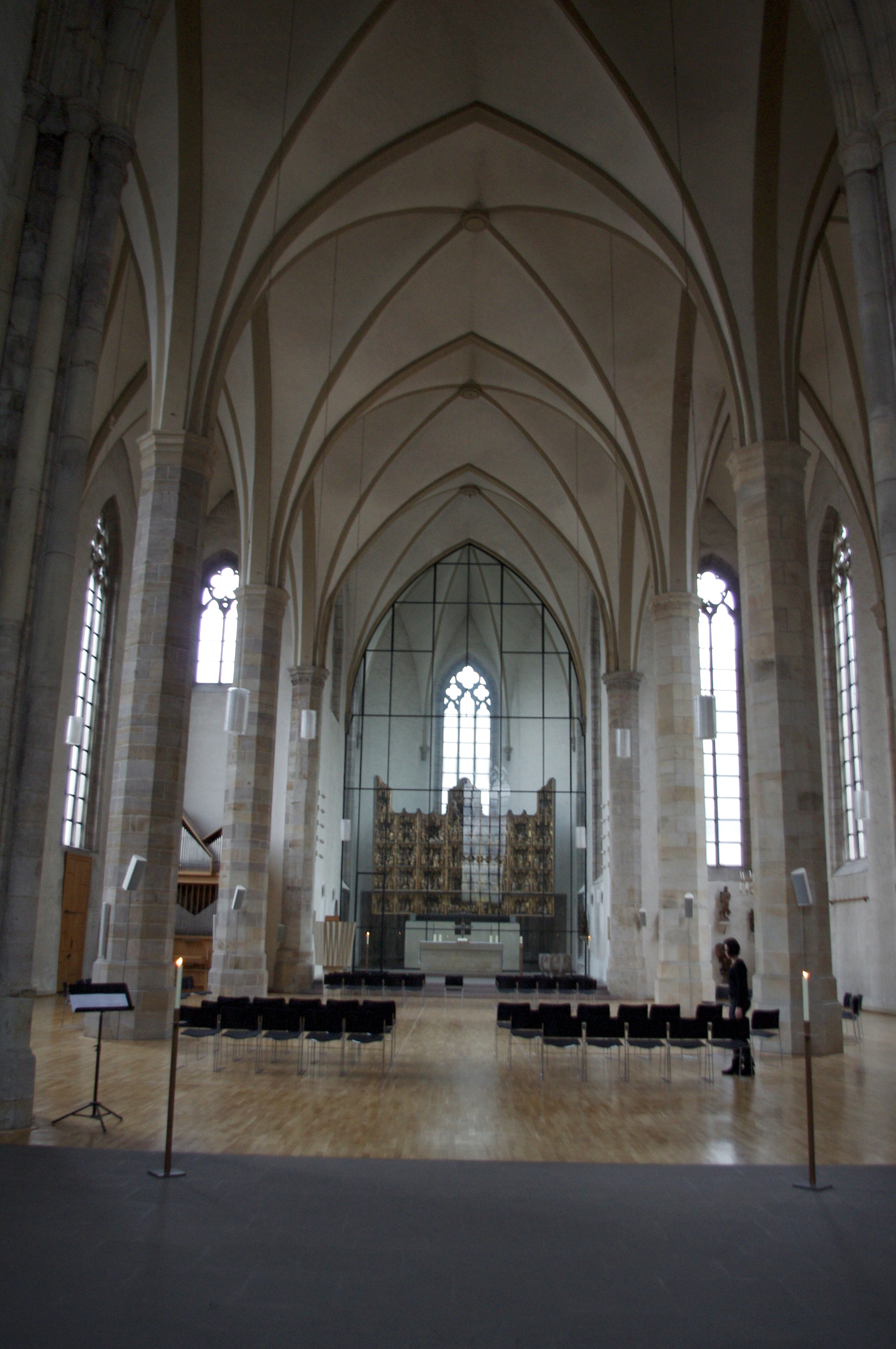
Intérieur de l'église.

- Hauteur du faîtage ; 28,4 m
- Longueur : 51,36 m
- Hauteur de la tour : 104 m
- Largeur ; 22,7 m